# 长期信用银行
长期信用银行（ちょうきしんようぎんこう）是一种日本在战后通过大规模融资给重要企业和相关产业提供长期贷款的金融机构，其营业制度由长期信用银行法规定。

## 长期信用银行制度的诞生和发展
在第二次世界大战前，日本的特殊银行一直以来提供给了企业用来投资购买设备长期运转的资金。战后，在盟军的占领下这种特殊银行的制度被废除，所有债款和债券的发行均由普通商业银行所经营。但是在日本六十年代经济开始复苏的时候，大部分银行已经在超限贷款，各种新兴产业的高速发展已经让一般银行无法满足它们需求。在1952年，长期信用银行法发布。
长期信用银行制度一开始的方针，是把一些普通银行比如日本兴业银行（兴银），日本劝业银行（劝银），北海道拓殖银行（拓银）等引导成新型的长期信用银行。1960年，日本兴业银行，劝银和拓银通过资本重组成立的日本长期信用银行（长银），外加旧朝鲜银行的子公司日本不动产银行（后改名为日本债券信用银行）正式成为了当时的三家长期信用银行。
1989年，经历了数年膨胀的日本泡沫经济开始崩溃。因为地价和股价开始持续下跌，外加持续升值的日元打击了众多日本出口产业，让多数长期信用银行的账本里出现了不良债务。1998年，长银和日债银分别宣告破产并被国有化。两家银行分别在被卖给私有投资机构后变成了新生银行和藍天银行（あおぞら銀行），而兴银则由瑞穗金融集團（みずほグループ）重组进了富士银行。2004年4月1日，新生银行正式被改为了普通银行，2006年4月1日，青空银行也成为了一般商业银行。至此，所有三家长期信用银行全部停止了运营，而长期信用银行法则成为了空文。